# Lucrezia Beccari
Lucrezia Beccari (Turín, 18 de diciembre de 2003) es una deportista italiana que compite en patinaje artístico, en la modalidad de parejas. Ganó una medalla de oro en el Campeonato Europeo de Patinaje Artístico sobre Hielo de 2024.

## Palmarés internacional
| Campeonato Europeo | Campeonato Europeo | Campeonato Europeo | Campeonato Europeo |
| Año                | Lugar              | Medalla            | Categoría          |
| ------------------ | ------------------ | ------------------ | ------------------ |
| 2024               | Kaunas (Lituania)  | Medalla de oro     | Parejas            |